# Списък на реките в Масачузетс
Списъкът на реките в Масачузетс включва основните реки и потоци, които текат в щата Масачузетс, Съединените американски щати.
Щатът се отводнява в Атлантическия океан.

## По водосборен басейн
Залив Мейн
- Меримак
  - Конкорд
  - Асабет
  - Нашуа

Залив Ипсуич
- Ипсуич

Залив Масачузетс
- Чарлс
- Мистик
- Непонсет

Залив Кейп Код
Нантукет Саунд
Виниярд Саунд
Залив Бъзърд
Залив Нарагансет
- Таунтън
- Сийконг (Роуд Айлънд)
  - Блекстоун

Лонг Айлънд Саунд
- Кънектикът
  - Уестфийлд
  - Диърфийлд
  - Чикопи
    - Куабоаг
    - Уеър Ривър
- Хусатоник

Ню Йорк Харбър
- Хъдсън (Ню Йорк)
  - Хусик

## По азбучен ред
- Асабет
- Блекстоун
- Диърфийлд
- Ипсуич
- Конкорд
- Куабоаг
- Кънектикът
- Меримак
- Мистик
- Нашуа
- Непонсет
- Таунтън
- Уестфийлд
- Уеър Ривър
- Хусатоник
- Чарлс
- Чикопи